# Sân bay Tsumkwe
Sân bay Tsumkwe (ICAO: FYTK) là một sân bay ở Tsumkwe, vùng Otjozondjupa, Namibia.

## Vị trí và cơ sở vật chất
Sân bay nằm cách thị trấn 5 km về phía tây bắc, trên độ cao 3780 ft (1152 m) so với mực nước biển. Nó có hai đường băng trải sỏi dài 1800 và 1358 m.